# Hyperolius steindachneri
Espèce
Synonymes
- Hyperolius machadoi Laurent, 1954

Statut de conservation UICN

 LC  : Préoccupation mineure
Hyperolius steindachneri est une espèce d'amphibiens de la famille des Hyperoliidae.

## Répartition
Cette espèce se rencontre, :
- dans le nord de l'Angola ;
- dans le sud de la République démocratique du Congo ;
- en Zambie.

## Étymologie
Cette espèce est nommée en l'honneur de Franz Steindachner.

## Publication originale
- Bocage, 1866 : Reptiles nouveaux ou peu recueillis dans les possessions portugaises de l'Afrique occidentale, qui se trouvent au Muséum de Lisbonne. Jornal de sciencias mathematicas, physicas e naturaes, Lisboa, vol. 1, p. 57-78 (texte intégral).